# It’s My Life (альбом)
It’s My Life (с англ. — «Это моя жизнь») — второй студийный альбом британской группы Talk Talk, изданный лейблом EMI в 1984 году. Пластинка стала последней работой Talk Talk в стиле синтипоп. Все последующие релизы представляли собой сплав экспериментального рока, арт-рока, пост-рока, джаза и этники.

## Об альбоме
После выпуска дебютной пластинки The Party's Over состав группы обновился: её покинул Саймон Бреннер. В отличие от дебютного релиза, на It’s My Life коллектив попытался разработать свой собственный стиль исполнения. В It’s My Life синтезаторы по-прежнему играли доминирующую роль. Из всего диска критик Крис Вудстра из Allmusic особенно выделил заглавный трек, «It’s My Life»; «Dum Dum Girl», открывающий диск, а также «потрясающую» «Does Caroline Know?». Кроме того, обозревателем был отмечен прогресс в написании текстов песен и музыкальное разнообразие, созданное на пластинке. На этот раз Talk Talk себе сами доказали, что они смогли создать единый цельный альбом, что по мнению рецензента, стало настоящим сюрпризом.
Главным синглом альбома стала композиция «It’s My Life», ставшая хитом. На Б-сайде сингла размещена песня «Does Caroline Know?».
В 2006 году «It’s My Life» была включена в саундтрек к видеоигре Grand Theft Auto: Vice City Stories. Композиция была переиздана в 1990 году вместе с другими хитами Talk Talk — «Life's What You Make It» и «Such a Shame».
Композитором большинства песен на пластинке является Марк Холлис, а Тим Фриз-Грин выступил в качестве соавтора и продюсера альбома. В 1985 году в Германии пластинка получила золотой статус.

## Список композиций
| №  | Название                | Автор(ы)                      | Длительность |
| -- | ----------------------- | ----------------------------- | ------------ |
| 1. | «Dum Dum Girl»          | Фриз-Грин, М.Холлис           | 3:51         |
| 2. | «Such a Shame»          | Холлис                        | 5:42         |
| 3. | «Renée»                 | Холлис                        | 6:22         |
| 4. | «It’s My Life»          | Фриз-Грин, Холлис             | 3:53         |
| 5. | «Tomorrow Started»      | Холлис                        | 5:57         |
| 6. | «The Last Time»         | Курноу, Холлис                | 4:23         |
| 7. | «Call in the Night Boy» | Бреннер, Харрис, Холлис, Уэбб | 3:47         |
| 8. | «Does Caroline Know?»   | Фриз-Грин, Холлис             | 4:40         |
| 9. | «Its You»               | Холлис                        | 4:41         |

## Участники записи
- Марк Холлис — вокал, гитара
- Ли Харрис — ударные
- Пол Уэбб — бас-гитара
- Тим Фриз-Грин — клавишные
- Йен Курноу — клавишные
- Фил Рэмокон — фортепиано
- Робби Макинтош — гитара
- Моррис Перт — перкуссия
- Генри Лоутер — труба
- Джеймс Марш — обложка альбома

## Позиции в хит-парадах
| Страна         | Наивысшая позиция |
| -------------- | ----------------- |
| Великобритания | 35                |
| Германия       | 4                 |
| Италия         | 10                |
| Канада         | 59                |
| Нидерланды     | 3                 |
| Новая Зеландия | 27                |
| Швейцария      | 2                 |
| Швеция         | 49                |

| Чарт (1984)   | Позиция |
| ------------- | ------- |
| Италия (FIMI) | 67      |